# Neon
Néon je kemijski element, ki ima v periodnem sistemu simbol Ne in atomsko število 10. Ta brezbarvni, skoraj inerten žlahtni plin daje značilen rdečkast sijaj, ko se uporablja v elektronkah in neonskih svetilkah, v zraku pa ga najdemo v sledeh.

## Pomembne lastnosti
Neon je drugi najlažji žlahtni plin, ki sije rdečkasto-oranžno v ceveh za vakuumsko razelektritev in ima 40-kratno zmožnost zamrzovanja glede na tekoči helij in trikratno glede na tekoči vodik (glede na prostorninsko enoto). Za večino namenov je dražje zamrzovalno sredstvo od helija. Neon ima od vseh redkih plinov najintenzivnejšo razelektritev pri normalnih voltažah in tokovih.

## Uporaba
Rdečkasto-oranžna barva, ki jo neon oddaja v neonski svetilki se na široko uporablja za oglaševalske znake. Izraz "neonska svetilka" se na splošno uporablja tudi pri svetilkah z drugimi plini, ki svetijo z drugimi barvami. Drugi nameni:
- indikatorji visokih napetosti,
- zaščita pred strelo,
- elektronke za merjenje valovanja,
- katodne cevi,
- plinski laserji.

Utekočinjeni neon se komercialno uporablja kot zamrzovalno sredstvo, toda zato ker je redkejši od drugih plinov in dražji, se ne uporablja pogosto.

## Zgodovina
Neon (grško neos pomeni "nov") sta leta 1898 odkrila William Ramsay in Morris Travers.

## Pojavitve
Neon navadno najdemo v plinski obliki, v kateri so molekule sestavljene iz enega samega atoma neona. Neon je redki plin, ki ga v Zemljinem ozračju najdemo 1 delec na 65.000 drugih in ga pridobivajo s podohlajenim zrakom in frakcijsko destilacijo od nastale kriogenske tekočine.